# Edward Montagu (3e comte de Sandwich)
Pour les articles homonymes, voir Edward Montagu.
Edward Montagu, 3e comte de Sandwich (10 avril 1670 - 20 octobre 1729) est né à Burlington House, Londres, Angleterre, fils d'Edward Montagu et Lady Ann Boyle. Il est titré vicomte Hinchingbrooke de 1672 jusqu'à son accession au comté de 1688.

## Biographie
Le 8 juillet 1689, il épouse Elizabeth Wilmot, fille de John Wilmot et Elizabeth Malet. Ils ont deux enfants, Elizabeth, décédée enfant, et Edward Montagu (7 juillet 1692 – 3 octobre 1722), qui est décédé avant son père.
À l'accession de la reine Anne, il est nommé maître du cheval de son mari, le prince George de Danemark, malgré les fortes objections de la favorite royale Sarah Churchill, qui voulait le poste pour sa propre famille.
Il est généralement considéré par ses contemporains comme un fou: sa femme le gardait autant que possible «confiné» à Hinchingbrooke, et confiait la gestion des biens familiaux à leur fils, dès qu'il a été assez âgé pour en prendre la charge. À partir de 1704 au plus tard, la reine subit d'intenses pressions pour le licencier; elle a suivi sa politique fréquente de temporisation, écrivant qu'elle pensait qu'« il n'était pas aussi malade qu'on le disait. » En 1705, cependant, la maladie mentale est devenue si évidente qu'il est obligé de démissionner de son poste et a vécu plus de vingt ans à la retraite jusqu'à sa mort en 1729.